# RawTherapee
RawTherapee — комп'ютерна програма для редагування фотографій і перетворення зображень у форматі RAW. Програма підтримує велику кількість RAW-форматів файлів, у тому числі, камер з датчиками Foveon- і X-Trans, а також може працювати зі стандартом Adobe DNG і з форматами JPEG, PNG і TIFF (до 32 біт на канал).
Код проекту написаний на мові C++ з використанням GTK і поширюється під ліцензією GPLv3.
RawTherapee надає набір інструментів для корекції кольору, настройки балансу білого, яскравості і контрасту, а також функції автоматичного підвищення якості зображень і усунення шумів. Реалізовано кілька алгоритмів нормалізації якості зображень, коригування освітлення, придушення шумів, посилення деталей, боротьби із зайвими тінями, корекції завалу країв і перспективи, автоматичного видалення битих пікселів і зміни експозиції, збільшення різкості, видалення подряпин і слідів пилу.

## Особливості
RawTherapee включає в себе концепцію неруйнівного редагування, аналогічну концепції деяких інших програм для конвертації. Зміни, зроблені користувачем, негайно відбиваються в попередньому зображенні, хоча вони не застосовуються фізично до відкритого зображенню, але параметри зберігаються в окремий файл на бічній панелі. Ці коригування потім застосовуються в процесі експорту.
Вся внутрішня обробка виконується в високоточному 32-бітному двигуні з плаваючою точкою (floating point).

## Користувацький інтерфейс
RawTherapee надає користувачеві файловий браузер, чергу, панель для коригування пакетного зображення, попередній перегляд вбудованого зображення JPEG у форматі 1:1 у разі необроблених файлів та вкладку редагування зображень.
У браузері файлів відображаються мініатюри фотографій разом із заголовком метаданих інформації про зйомку. У вебпереглядач входять 5-зірковий рейтинг, позначення та фільтр на основі Exif. З його допомогою можна застосувати профіль або частини профілю до цілого вибору фотографій за одну операцію.
Панель інструментів поряд із браузером файлів дозволяє проводити корекції пакетного зображення.
Вкладка «Черга» дозволяє поставити експорт фотографій на затримку, поки не буде зроблено їхнє коригування в Редакторі, щоб CPU був повністю доступний користувачеві під час налаштування фотографій, тоді як користувач намагається налаштувати нові, що може призвести до млявості інтерфейсу. Крім того, її можна використовувати для обробки фотографій разом із налаштуванням нових, якщо у них є процесор, здатний обробляти робоче навантаження.
Вкладка «Редактор» — це місце, де користувач налаштовує фотографії. Поки зображення відкривається для редагування, користувачеві надається вікно попереднього перегляду з можливістю панорамування та збільшення. Також присутня кольорова гістограма, що пропонує лінійні та логарифмічні шкали та окремі канали R, G, B і L. Усі коригування відображаються в черзі історії, і користувач може будь-коли змінити будь-які зміни. Існує також можливість зробити кілька знімків черги історії, що дозволяє відображати різні версії зображення.

## Виноски
1. ↑  RawTherapee Downloads. RawTherapee. Архів оригіналу за 8 серпня 2019. Процитовано 23 червня 2019.
2. ↑  The Floating Point Engine. RawPedia. Архів оригіналу за 10 травня 2019. Процитовано 23 червня 2019.